# Caligidae
Caligidae – rodzina pasożytniczych widłonogów z rzędu Siphonostomatoida powodujących zachorowania ryb słodkowodnych i morskich. W rozwoju tego pasożyta występują larwy: nauplius, kopepodit oraz chalimus. Ryby są żywicielem ostatecznym oraz żywicielem stadium larwalnego zwanego chalimus.

## Podział systematyczny
W obrębie rodziny Caligidae wyróżnia się następujące rodzaje:

- Abasia Wilson C.B., 1908
- Alanlewisia Boxshall, 2008 – jedynym przedstawicielem jest Alanlewisia fallolunulus (Lewis, A.G., 1967)
- Alebion Krøyer, 1863
- Anchicaligus Stebbing, 1900 – jedynym przedstawicielem jest Anchicaligus nautili Stebbing, 1900
- Anuretes Heller, 1865
- Arrama Dojiri & Cressey, 1991
- Avitocaligus Boxshall & Justine, 2005
- Belizia Cressey, 1990 – jedynym przedstawicielem jest Belizia brevicauda Cressey, 1990
- Caligodes Heller, 1865
- Caligus Müller O.F., 1785
- Caritus Cressey, 1967 – jedynym przedstawicielem jest Caritus serratus Cressey, 1967
- Dartevellia Brian, 1939 – jedynym przedstawicielem jest Dartevellia bilobata Brian, 1939
- Echetus Krøyer, 1864 – jedynym przedstawicielem jest Echetus typicus Krøyer, 1864
- Euryphorus Milne Edwards H., 1840
- Gloiopotes Steenstrup & Lütken, 1861
- Hermilius Heller, 1865
- Kabataella Prabha & Pillai, 1984 – jedynym przedstawicielem jest Kabataella indica Prabha & Pillai, 1984
- Lepeophtheirus Nordmann, 1832
- Mappates Rangnekar, 1958
- Markevichus Özdikmen, 2008 – jedynym przedstawicielem jest Markevichus ponticus (Markevich, 1940)
- Paralebion Wilson C.B., 1911
- Parapetalus Steenstrup & Lütken, 1861
- Parechetus Pillai, 1962 – jedynym przedstawicielem jest Parechetus carangis (Bassett-Smith, 1898)
- Pseudanuretes Yamaguti, 1936
- Pseudechetus Prabha & Pillai, 1979 – jedynym przedstawicielem jest Pseudechetus fimbriatus Prabha & Pillai, 1979
- Pupulina Beneden, 1892
- Synestius Steenstrup & Lütken, 1861 – jedynym przedstawicielem jest Synestius caliginus Steenstrup & Lütken, 1861
- Tuxophorus Wilson C.B., 1908